# ゲレンデパークセラ
ゲレンデパークセラは広島県世羅郡世羅町にあるスキー場。
広島県東部で唯一モーグルコースやウォータージャンプを備えた人工芝ゲレンデ

## シーズン
オールシーズンの人工芝ゲレンデ。
６月上旬〜１１月上旬

## アクセス
- 尾道自動車道世羅ICから10分
- 尾道自動車道甲奴ICから15分

## コース
- ノーマルコース/160m×25m（テールトップエア台1基）
- モーグルコース/130m×5m（エア台1基）

## リフト
- Tバーリフト